# 佩德羅·塞拉諾
佩德羅·塞拉諾（Pedro Serrano），是一位在16世紀初曾流落在加勒比海的一個荒島（該島以他的名字命名為塞拉納島）上的西班牙人。他在荒島上居住七年，但憑著心靈手巧的求生本領及堅定意志，最終令他脫離險境獲救。

## 遇難及流落荒島

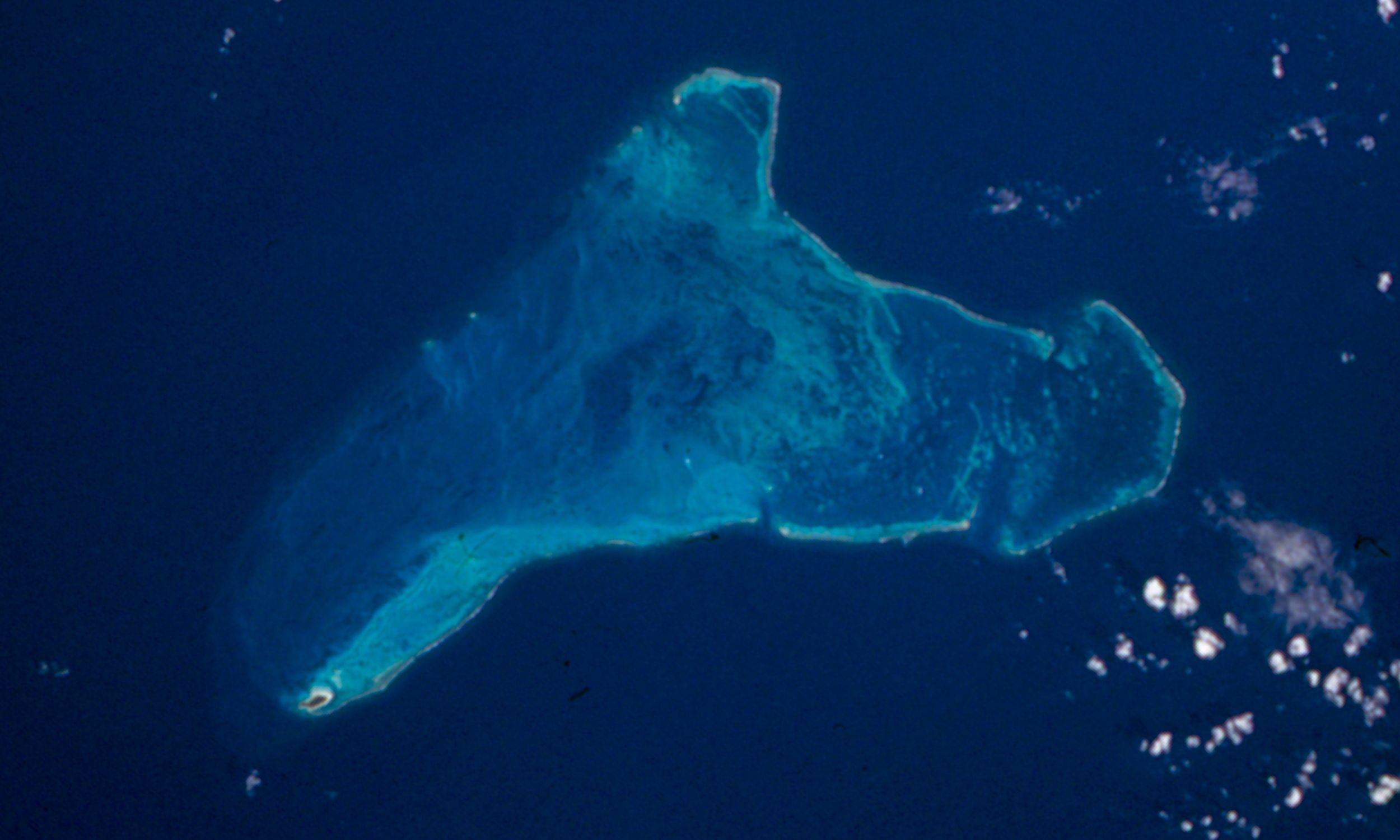
佩德羅·塞拉諾曾流落到的荒島──塞拉納島。

1528年，佩德羅·塞拉諾所乘搭的船，在加勒比海海域中沉沒，由於他的水性良好，游到附近一座荒島上，即因他而命名的塞拉納島（Serrana Bank）
塞拉納島的面積為長50公里，闊13公里，鄰近還有一些小島。而塞拉納島周圍還有許多沙洲，令船隻容易擱淺，因而船隻航行到這一帶，往往都避而遠之。而且又熱又潮，降雨頻繁。

## 求生方法

### 捕獲海邊食物
最初，佩德羅·塞拉諾在島上找不到食水、蔬果或柴枝，因此只能在海邊檢拾蝦、蟹等海生動物來生吃。後來，他發現島上有海龜出沒，便把牠們翻轉，然後用隨身佩帶的小刀，砍下海龜的頭，取龜血當水喝，而龜肉就放在陽光下曬成肉乾，以備日後充飢食用。捕獵海龜的行動未必每次成功，因為大型的海龜亦難以制服，所以佩德羅·塞拉諾會挑選較易制服的來下手。

### 貯蓄食水
佩德羅·塞拉諾利用龜殼來盛水。由於該區多雨，而龜殼又能收集很多雨水，有的甚至能盛大約23公斤雨水。

### 打石取火
佩德羅·塞拉諾又想到要生火，以作熟食用及用作求救信號。但在島上，他找不到用作火石的卵石，於是便游進大海，潛入水中尋找卵石。撈上水面後，將卵石磨成尖角，然後用小刀打石取火，再撕下自己的衣物幫助燃燒。
佩德羅·塞拉諾還設法使這個火種不斷燃燒。燃料是他所能收集的海草、浮木、貝殼、魚骨等等。另外，為免暴雨會澆熄火種，他用海龜殼搭成一個小窩棚，來保存火種。
有幾次佩德羅·塞拉諾看到有船隻出現，他亦發出遇難信號的煙火，但卻未能得救，可能是船員未能看到，亦可能是害怕島嶼周圍的沙洲使船身擱淺。

## 遇上「難友」
當佩德羅·塞拉諾在島上滯留三年後，一天，有另一個人亦因遇上海難而飄流到該島。由於佩德羅·塞拉諾的衣服早已腐爛，只是赤裸著身體及長著滿身毛髮，使對方誤以為佩德羅·塞拉諾是妖怪，佩德羅·塞拉諾亦同樣認為對方是怪物化成人形，因而互相逃避。恰好兩人都是基督徒，他們都高呼「耶穌」及背頌經義，從而認識對方。
佩德羅·塞拉諾及其難友分配好各自的工作，但亦曾互相指責辦事不力，並且發生爭執及打架。但他們很快便意識到要相依為命，因此只好融洽共處。

## 獲救
佩德羅·塞拉諾與難友共處了四年後，終於有一艘船駛近該島時，派出小船迎接他們。佩德羅·塞拉諾二人當時全身都長滿毛髮，就靠背誦經義及呼喊「耶穌」名字，令水手辨認出他們。
佩德羅·塞拉諾的難友在回西班牙的途中死於海上，而佩德羅·塞拉諾就回到西班牙，後又前往神聖羅馬帝國（德國）覲見皇帝卡洛斯一世（卡洛斯一世是兼治西班牙及神聖羅馬帝國的君主）。覲見時，他的滿身毛髮並沒有修剪，以作為他流落荒島的證據。皇帝對他進行了賞賜。不久，佩德羅·塞拉諾在巴拿馬去世。

## 紀念
後人為紀念佩德羅·塞拉諾的事跡，便把他曾流落的荒島命名為塞拉納島（Serrana Bank），而附近的一個島則稱為小塞拉納島（Serranilla Bank）。